# Zweefbrug
Een zweefbrug, zweefveer of zweefpont (ook: gondelbrug) is een beweegbare brug waarvan een deel van het wegdek in horizontale richting heen en weer beweegt.

## Beschrijving
De brug bestaat uit een groot portaal over de te overspannen rivier waar kruisend scheepvaartverkeer gemakkelijk onderdoor kan passeren. Aan het portaal is met vaste kabels een gondel verbonden die tussen de beide oevers heen en weer gaat en op die manier voertuigen en personen overbrengt. De gondel zelf zweeft iets boven het water, maar raakt het water niet. De vervoerscapaciteit van een zweefbrug is te vergelijken met die van een rivierpont met hooguit 10 personenauto's.
De eerste zweefbrug is gebouwd in Portugalete (Spaans Baskenland) in 1893 door de Baskische architect Alberto Palacio, een leerling van Gustave Eiffel. Het concept was van Ferdinand Arnodin.
Zweefbruggen zijn vooral gebouwd op locaties waar het onwerkbaar leek het enorme zandlichaam aan te leggen dat nodig was voor het bouwen van een brug met een doorvaarthoogte die hoog genoeg was voor het scheepvaartverkeer en waar een veerboot niet mogelijk of onpraktisch was door bijvoorbeeld getijdenbewegingen. Door de massale opkomst van de auto, gecombineerd met de beperkte capaciteit van de zweefbrug, zijn er niet al te veel van gebouwd.
Een van de grootste nog in gebruik zijnde zweefbruggen staat in Middlesbrough, aan de Noordzeekust van Engeland. Deze Tees Transporter Bridge overspant de rivier de Tees.

## Gebouwde zweefbruggen
| Brug                                | Locatie                                  | Voltooid | Overspanning   | Opmerking                                                           |
| ----------------------------------- | ---------------------------------------- | -------- | -------------- | ------------------------------------------------------------------- |
| Aerial Lift Bridge                  | Duluth (Minnesota), VS                   | 1905     | 120 m          | Omgebouwd tot hefbrug in 1929, in die functie nog steeds in gebruik |
| zweefbrug van Bizerta               | Bizerte, Tunesië                         | 1898     | 109 m          | Verplaatst naar Brest, Frankrijk in 1909, Gesloopt in 1947          |
| zweefbrug van Bordeaux              | Bordeaux, Frankrijk                      | —        | 400 m (totaal) | Begonnen met bouwen in 1910, maar nooit voltooid, gesloopt in 1942  |
| zweefveer van Kiel                  | Kiel, Duitsland                          | 1910     | 128 m          | Gesloopt in 1923                                                    |
| zweefbrug van Marseille             | Marseille, Frankrijk                     | 1905     | 165 m          | Verwoest in 1944                                                    |
| Tees Transporter Bridge             | Middlesbrough, Verenigd Koninkrijk       | 1911     | 177 m          | In gebruik                                                          |
| zweefbrug van Nantes                | Nantes, Frankrijk                        | 1903     | 141 m          | Gesloopt in 1958                                                    |
| zweefbrug van Newport               | Newport, Verenigd Koninkrijk             | 1906     | 181 m          | In gebruik                                                          |
| zweefveer van Osten                 | Osten, Duitsland                         | 1909     | 80 m           | In gebruik                                                          |
| Vizcayabrug                         | Portugalete, Spanje                      | 1893     | 164 m          | In gebruik                                                          |
| Rendsburger Hochbrücke              | Rendsburg, Duitsland                     | 1913     | 140 m          | In gebruik, gecombineerd met spoorbrug                              |
| zweefbrug van Rio de Janeiro        | Rio de Janeiro, Brazilië                 | 1915     | 171 m          | Gesloopt in 1935                                                    |
| Transportbrug van Rochefort-Martrou | Rochefort (Charente-Maritime), Frankrijk | 1900     | 140 m          | In gebruik                                                          |
| zweefbrug van Rouen                 | Rouen, Frankrijk                         | 1898     | 142 m          | Verwoest in 1940                                                    |
| Royal Victoria Dock Bridge          | Londen, Verenigd Koninkrijk              | 1998     | 128 m          | Momenteel in gebruik als voetbrug, in de toekomst als zweefbrug     |
| zweefbrug van Widnes-Runcorn        | Widnes-Runcorn, Verenigd Koninkrijk      | 1905     | 304 m          | Gesloopt in 1961                                                    |
| Puente Transbordador                | Buenos Aires, Argentinië                 | 1914     | ?              | Buiten gebruik                                                      |
| zweefbrug van Warrington            | Warrington, Verenigd Koninkrijk          | 1916     | 57 m           | Buiten gebruik, maar op de monumentenlijst geplaatst                |

## Zweefbruggen in Nederland
De Maarsserbrug over het Amsterdam-Rijnkanaal is ook als zweefbrug in gebruik geweest: boven op het vaste brugdek reed het gewone verkeer, terwijl eronder een zweefbrug was bevestigd voor agrarisch verkeer.

## Naslagwerk
- (en)  John Hannavy Transporter Bridges: An Illustrated History (2020), ISBN 9781526760395

afzinkbare brug · basculebrug · draaibrug · hefbrug · kantelbrug · kraanbrug · oorgatbrug · ophaalbrug · opkrulbare brug · opvouwbare brug · pontbrug · pontonbrug · rolbasculebrug · rolbrug · schipbrug · tafelbrug · valbrug · vliegtuigslurf · vlotbrug · zweefbrug